# Mišljenovac
Mišljenovac je selo u blizini Donjeg Lapca, 11 km od centra. Prilikom dolaska u samo selo razdvaja ga put koji vodi u Bušević lijevo, a desni krak spušta se u samo selo Mišljenovac.
Do početka Domovinskog rata, u njemu su živjele obitelji Radmanović, Mileusnić, Obradović, Opačić, Divjak, Ljiljak, ukupno oko 25 ljudi.
Trenutačno u selu žive 2 stanovnika.
Svojevremeno je u ovom selu bila osmogodišnja osnovna škola koja je prestala s radom 1988. godine.

## Stanovništvo
- 2001. – 2
- 1991. – 62 (Srbi – 61, Jugoslaveni – 1)
- 1981. – 122 (Srbi – 114, Hrvati – 3, Jugoslaveni – 1, ostali – 4)
- 1971. – 245 (Srbi – 243, Hrvati – 1, ostali – 1)

| broj stanovnika |       |       |       | 257   | 327   | 451   | 509   | 470   | 432   | 401   | 296   | 245   | 122   | 62    | 2     | 3     |       |
|                 | 1857. | 1869. | 1880. | 1890. | 1900. | 1910. | 1921. | 1931. | 1948. | 1953. | 1961. | 1971. | 1981. | 1991. | 2001. | 2011. | 2021. |